# Persone di cognome Jennings
| Questa pagina contiene informazioni ricavate automaticamente dalle voci biografiche con l'ausilio del template Bio e di un bot. L'aggiornamento è periodico e automatico e ricostruisce completamente la pagina. Se manca una persona in questa lista, sei pregato di non aggiungerla, ma accertati piuttosto che la sua voce biografica contenga il template Bio e che i dati anagrafici siano correttamente compilati. Se il template Bio manca, inseriscilo tu stesso o, in alternativa, metti l'avviso {{tmp\|Bio}} che ne segnala la mancanza. Se i dati riportati sono sbagliati, correggi direttamente la voce biografica; le modifiche saranno visibili in questa lista entro pochi giorni. Per chiarimenti vedi il progetto antroponimi. La lista contiene solo le 51 persone che sono citate nell'enciclopedia e per le quali è stato implementato correttamente il template Bio. Pagina aggiornata al 23 apr 2025. |

Questa è una lista di persone presenti nell'enciclopedia che hanno il cognome Jennings, suddivise per attività principale.

## Ammiragli(1)
- John Jennings, ammiraglio e politico inglese (n. 1664 - Greenwich, † 1743)

## Attiviste(1)
- Jazz Jennings, attivista e personaggio televisivo statunitense (n. 2000)

## Attori(4)
- Alex Jennings, attore britannico (Essex, n. 1957)
- Brent Jennings, attore statunitense (Little Rock, n. 1951)
- Byron Jennings, attore statunitense (n. 1950)
- DeWitt Jennings, attore statunitense (Cameron, n. 1871 - Los Angeles, † 1937)

## Attori teatrali(1)
- Ken Jennings, attore teatrale e cantante statunitense (Jersey City, n. 1947)

## Attrici pornografiche(1)
- Sindee Jennings, ex attrice pornografica statunitense (Texas, n. 1986)

## Calciatori(5)
- Keith Jennings, ex calciatore bermudiano (n. 1977)
- Nicky Jennings, calciatore inglese (Wellington, n. 1946 - † 2016)
- Pat Jennings, ex calciatore nordirlandese (Newry, n. 1945)
- Steven Jennings, ex calciatore inglese (Liverpool, n. 1984)
- Billy Jennings, ex calciatore inglese (Shoreditch, n. 1952)

## Calciatrici(1)
- Carin Jennings-Gabarra, ex calciatrice statunitense (East Orange, n. 1965)

## Cantanti(3)
- Lyfe Jennings, cantante statunitense (Toledo, n. 1978)
- Ross Jennings, cantante britannico (Salisbury, n. 1984)
- Waylon Jennings, cantante e musicista statunitense (Littlefield, n. 1937 - Chandler, † 2002)

## Cantautori(2)
- Shooter Jennings, cantautore e produttore discografico statunitense (Nashville, n. 1979)
- Will Jennings, cantautore statunitense (Kilgore, n. 1944 - Tyler, † 2024)

## Cestisti(5)
- Brandon Jennings, ex cestista statunitense (Compton, n. 1989)
- Jack Jennings, cestista e allenatore di pallacanestro statunitense (Walla Walla, n. 1918 - Seattle, † 1992)
- Jason Jennings, ex cestista statunitense (Bald Knob, n. 1979)
- Keith Jennings, ex cestista e allenatore di pallacanestro statunitense (Culpeper, n. 1968)
- Terrence Jennings, ex cestista statunitense (Sacramento, n. 1988)

## Direttori della fotografia(1)
- Devereaux Jennings, direttore della fotografia statunitense (Salt Lake City, n. 1884 - Hollywood, † 1952)

## Fotografi(1)
- William Nicholson Jennings, fotografo statunitense (Yorkshire, n. 1860 - † 1946)

## Giocatori di baseball(1)
- Hughie Jennings, giocatore di baseball e allenatore di baseball statunitense (Pittston, n. 1869 - Scranton, † 1928)

## Giocatori di football americano(6)
- Anfernee Jennings, giocatore di football americano statunitense (n. 1997)
- Jauan Jennings, giocatore di football americano statunitense (Cowan, n. 1997)
- Kelly Jennings, ex giocatore di football americano statunitense (Live Oak, n. 1982)
- M.D. Jennings, giocatore di football americano statunitense (Grenada, n. 1988)
- Rashad Jennings, giocatore di football americano statunitense (Forest, n. 1985)
- Tim Jennings, giocatore di football americano statunitense (Orangeburg, n. 1983)

## Giornalisti(1)
- Peter Jennings, giornalista canadese (Toronto, n. 1938 - New York, † 2005)

## Informatici(1)
- Tom Jennings, informatico e attivista statunitense (Boston, n. 1955)

## Medici(1)
- Isaac Jennings, medico statunitense (Fairfield, n. 1788 - Oberlin, † 1874)

## Mezzofondiste(1)
- Lynn Jennings, ex mezzofondista statunitense (Princeton, n. 1960)

## Modelle(2)
- Claudia Jennings, modella e attrice statunitense (Saint Paul, n. 1949 - Malibù, † 1979)
- Nieve Jennings, modella scozzese (Bishopbriggs, n. 1987)

## Nobildonne(1)
- Frances Jennings, nobildonna inglese (Sandridge, n. 1649 - Dublino, † 1731)

## Pirati(1)
- Henry Jennings, pirata e corsaro inglese (n. 1681 - † 1745)

## Poetesse(1)
- Elizabeth Jennings, poetessa britannica (Boston, n. 1926 - Bampton, † 2001)

## Politici(1)
- William Sherman Jennings, politico statunitense (Walnut Hill, n. 1863 - St. Augustine, † 1920)

## Registi(2)
- Garth Jennings, regista britannico (Londra, n. 1972)
- Humphrey Jennings, regista inglese (Suffolk, n. 1907 - Poros, † 1950)

## Rugbisti a 15(1)
- Shane Jennings, rugbista a 15 irlandese (Dublino, n. 1981)

## Scrittori(1)
- Gary Jennings, scrittore e giornalista statunitense (Buena Vista, n. 1928 - Pompton Lakes, † 1999)

## Scrittrici(1)
- Maureen Jennings, scrittrice canadese (Birmingham, n. 1939)

## Supercentenarie(1)
- Annie Jennings, supercentenaria britannica (Chesterfield, n. 1884 - Chesterfield, † 1999)

## Taekwondoka(1)
- Terrence Jennings, taekwondoka statunitense (Arlington, n. 1986)

## Senza attività specificata(1)
- Gordon Jennings, effettista statunitense (Salt Lake City, n. 1896 - Hollywood, † 1953)